# Korosten
Korosten (em ucraniano:  Ко́ростень) é uma cidade da Ucrânia, situada no Oblast de Jitomir. Tem 42,31 km² de área e sua população em 2020 foi estimada em 25.831 habitantes.